# Pan a paní Smithovi (seriál)
Pan a paní Smithovi (v anglickém originále Mr. & Mrs. Smith) je americký kriminální televizní seriál. Hlavní role hráli Scott Bakula a Maria Bello. Seriál se natáčel v Seattlu a vysílal se na stanici CBS od 20. září 1996 do 8. listopadu 1996, kdy byl zrušen po odvysílání devíti z třinácti vyrobených epizod. V Česku se poprvé vysílal v roce 1998 na TV Nova.  

## Příběh
Tajný agent známý pouze jako pan Smith (Bakula) pracuje pro soukromou bezpečnostní organizaci zvanou Factory. Pomocí utajených agentů a nejmodernější technologie shromažďuje informace, aby ochránila americké korporace před špionáží. Je také najata jako soukromá bezpečnost nebo k pomoci s tajnými operacemi.
V pilotní epizodě se s panem Smithem zaplete rivalka jménem paní Smithová (Bello). Poté, co při své misi selže a přijde o práci, ji Factory najme a přidělí jim, aby spolupracovali. Ačkoliv se často hádají a nic o sobě nevědí, včetně svých skutečných jmen, tvoří spolu dobrý tým.

## Obsazení
- Scott Bakula (v českém znění Aleš Procházka) jako pan Smith
- Maria Bello (v českém znění Martina Menšíková) jako paní Smithová
- Roy Dotrice (v českém znění Alois Švehlík) jako pan Big

## Seznam dílů
Díly č. 11 a 12 byly při české premiéře vysílány v 00:00, resp. v 00:10, v seznamu je datum české premiéry uvedeno podle televizního dne, tj. hodiny 00:00–06:00 se počítají k předchozímu kalendářnímu dni.
| Č. v seriálu | Původní název                            | Český název                      | Režie               | Scénář                                                          | Premiéra v USA    | Premiéra v ČR     | Produkční kód |
| ------------ | ---------------------------------------- | -------------------------------- | ------------------- | --------------------------------------------------------------- | ----------------- | ----------------- | ------------- |
| 1            | Pilot                                    | —                                | David S. Jackson    | Kerry Lenhart a John J. Sakmar                                  | 20. září 1996     | 3. července 1998  | 296641        |
| 2            | The Suburban Episode                     | Epizoda z předměstí              | Oz Scott            | Robin Green a Mitchell Burgess                                  | 27. září 1996     | 10. července 1998 | 465851        |
| 3            | The Second Episode                       | Epizoda druhá                    | Ralph Hemecker      | Kerry Lenhart a John J. Sakmar                                  | 4. října 1996     | 24. července 1998 | 465853        |
| 4            | The Poor Pitiful Put-Upon Singer Episode | Epizoda o ubohé úspěšné zpěvačce | Nick Marck          | Douglas Steinberg                                               | 11. října 1996    | 31. července 1998 | 465854        |
| 5            | The Grape Escape                         | Epizoda o mšicích                | Dan Attias          | Susan Cridland Wick                                             | 18. října 1996    | 7. srpna 1998     | 465855        |
| 6            | The Publishing Episode                   | Epizoda nakladatelská            | James Quinn         | Douglas Steinberg                                               | 25. října 1996    | 17. července 1998 | 465852        |
| 7            | The Coma Episode                         | Epizoda o kómatu                 | Michael Zinberg     | Douglas Steinberg                                               | 28. října 1996    | 21. srpna 1998    | 465857        |
| 8            | The Kidnapping Episode                   | Epizoda o únosu                  | Lou Antonio         | Robin Green a Mitchell Burgess                                  | 1. listopadu 1996 | 14. srpna 1998    | 465858        |
| 9            | The Space Flight Episode                 | Epizoda o kosmické lodi          | Sharron Miller      | Michael Cassutt                                                 | 8. listopadu 1996 | 28. srpna 1998    | 465856        |
| 10           | The Big Easy Episode                     | Velká uvolněná epizoda           | James Whitmore, Jr. | Del Shore                                                       | nebylo vysíláno   | 4. září 1998      | 465859        |
| 11           | The Impossible Mission                   | Epizoda o neproveditelném úkolu  | Artie Mandelberg    | námět: Douglas Steinberg scénář: Kerry Lenhart a John J. Sakmar | nebylo vysíláno   | 11. září 1998     | 465860        |
| 12           | The Bob Episode                          | Epizoda o Bobovi                 | Jonathan Sanger     | Sanford Golden                                                  | nebylo vysíláno   | 18. září 1998     | 465861        |
| 13           | The Sins of the Father Episode           | Epizoda o hříchu otců            | Rob Thompson        | Michael Gleason                                                 | nebylo vysíláno   | 25. září 1998     | 465862        |